# 아시안 게임 핸드볼
아시안 게임 핸드볼은 1982년 아시안 게임부터 시작된 경기 종목이다.

## 대회 결과

### 남자
| 연도 | 개최지                     | 결승     | 결승     | 결승     | 3-4위전        | 3-4위전 | 3-4위전        |
| 우승 | 점수                       | 준우승   | 3위      | 점수     | 4위            |         |                |
| 1982 | 인도 뉴 델리               | 중국     | 24–19    | 일본     | 대한민국       | 32–22   | 쿠웨이트       |
| 1986 | 대한민국 서울              | 대한민국 | 리그전   | 중국     | 일본           | 리그전  | 쿠웨이트       |
| 1990 | 중국 베이징                | 대한민국 | 리그전   | 일본     | 사우디아라비아 | 리그전  | 중국           |
| 1994 | 일본 히로시마              | 대한민국 | 리그전   | 일본     | 중국           | 리그전  | 쿠웨이트       |
| 1998 | 태국 방콕                  | 대한민국 | 29–18    | 쿠웨이트 | 일본           | 28–23   | 이란           |
| 2002 | 대한민국 부산              | 대한민국 | 22–21    | 쿠웨이트 | 카타르         | 28–21   | 일본           |
| 2006 | 카타르 도하                | 쿠웨이트 | 27–24    | 카타르   | 이란           | 31–27   | 대한민국       |
| 2010 | 중국 광저우                | 대한민국 | 32–28    | 이란     | 일본           | 27-20   | 사우디아라비아 |
| 2014 | 대한민국 인천              | 카타르   | 24–21    | 대한민국 | 바레인         | 28–25   | 이란           |
| 2018 | 인도네시아 자카르타·팔렘방 | 카타르   | 32–27 OT | 바레인   | 대한민국       | 24–23   | 일본           |

### 여자
| 연도 | 개최지                     | 결승     | 결승   | 결승                   | 3-4위전       | 3-4위전 | 3-4위전                |
| 우승 | 점수                       | 준우승   | 3위    | 점수                   | 4위           |         |                        |
| 1990 | 중국 베이징                | 대한민국 | 리그전 | 중국                   | 중화 타이베이 | 리그전  | 조선민주주의인민공화국 |
| 1994 | 일본 히로시마              | 대한민국 | 리그전 | 일본                   | 중국          | 리그전  | 카자흐스탄             |
| 1998 | 태국 방콕                  | 대한민국 | 리그전 | 조선민주주의인민공화국 | 일본          | 리그전  | 중국                   |
| 2002 | 대한민국 부산              | 대한민국 | 리그전 | 카자흐스탄             | 중국          | 리그전  | 일본                   |
| 2006 | 카타르 도하                | 대한민국 | 29–22  | 카자흐스탄             | 일본          | 25–22   | 중국                   |
| 2010 | 중국 광저우                | 중국     | 31–22  | 일본                   | 대한민국      | 38–26   | 카자흐스탄             |
| 2014 | 대한민국 인천              | 대한민국 | 29–19  | 일본                   | 카자흐스탄    | 27–26   | 중국                   |
| 2018 | 인도네시아 자카르타·팔렘방 | 대한민국 | 29–23  | 중국                   | 일본}         | 43–14   | 태국                   |

## 메달 집계
| 순위 | 국가                   | 금메달 | 은메달 | 동메달 | 합계 |
| ---- | ---------------------- | ------ | ------ | ------ | ---- |
| 1    | 대한민국               | 13     | 1      | 3      | 17   |
| 2    | 중국                   | 2      | 2      | 3      | 7    |
| 3    | 쿠웨이트               | 1      | 2      | 0      | 3    |
| 4    | 카타르                 | 2      | 1      | 1      | 3    |
| 5    | 일본                   | 0      | 6      | 5      | 11   |
| 6    | 카자흐스탄             | 0      | 2      | 0      | 2    |
| 7    | 이란                   | 0      | 1      | 1      | 2    |
| 8    | 조선민주주의인민공화국 | 0      | 1      | 0      | 1    |
| 9    | 중화 타이베이          | 0      | 0      | 1      | 1    |
| 9    | 이란                   | 0      | 0      | 1      | 1    |
| 9    | 사우디아라비아         | 0      | 0      | 1      | 1    |